# Archipiélago de las Guaitecas

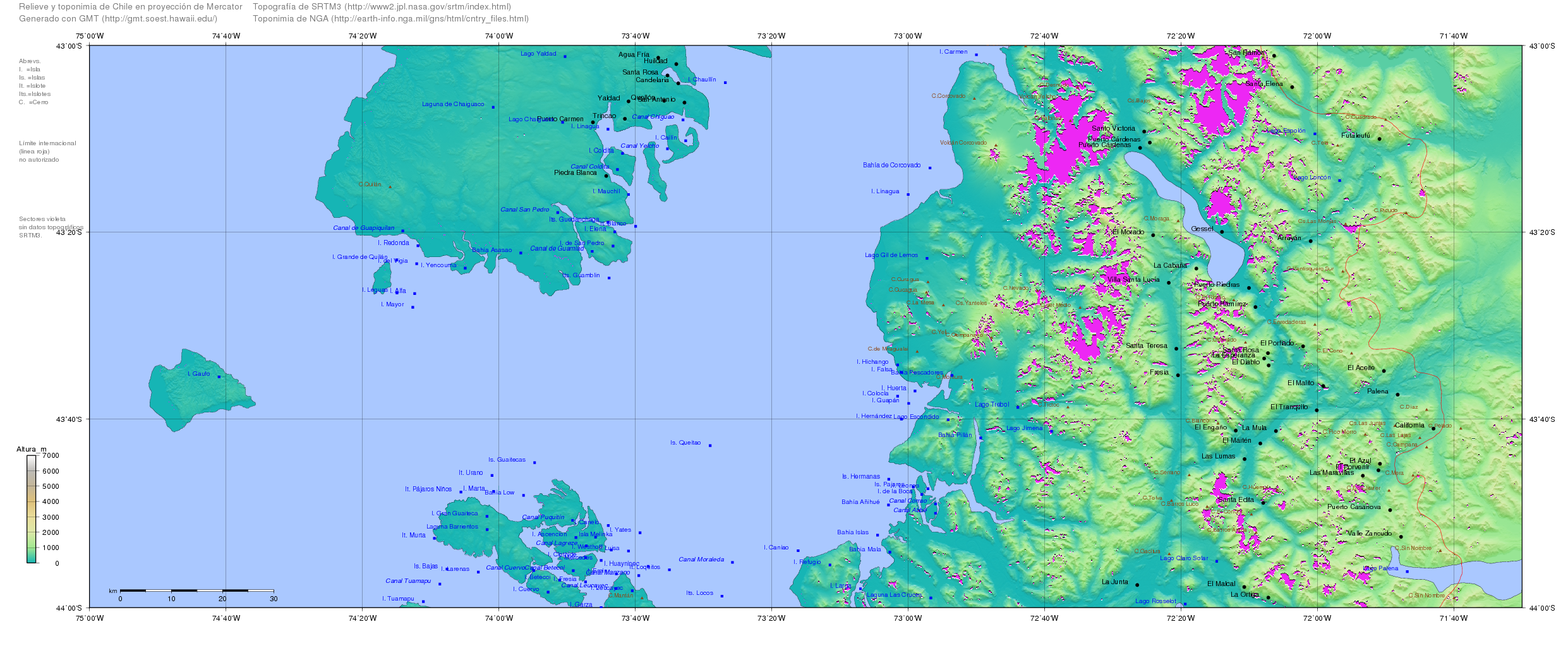
Mapa Islas Guitecas.

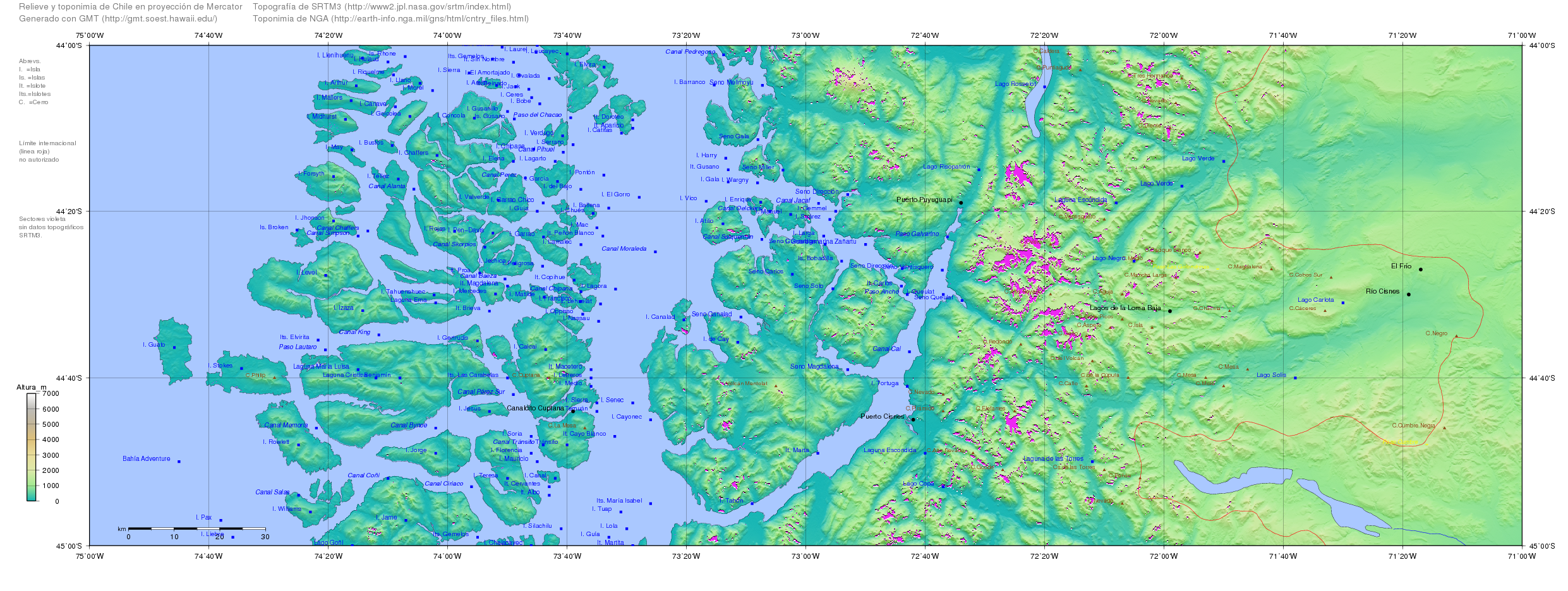
Mapa Islas Guaitecas.

El archipiélago de las Guaitecas  también conocido como islas Guaitecas, es un archipiélago situado en el océano Pacífico en la región austral de Chile, al sur de la isla Grande de Chiloé. Se extiende en dirección NW-SE aproximadamente por 35 millas náuticas (64,8 km) con un ancho medio de 20 millas náuticas (37,0 km).
Está conformado por numerosas islas grandes y pequeñas. La más extensa es la isla Gran Guaiteca seguida por las islas Ascensión, Clotilde, Betecoi, Leucayec, Elvira, Mulchey y otras de menor tamaño.
Administrativamente pertenece a la provincia de Aysén de la Región Aysén del General Carlos Ibáñez del Campo.
Desde hace aproximadamente 6000 años sus costas fueron habitadas por indígenas canoeros, antecesores del pueblo chono. A fines del siglo XVIII este pueblo había desaparecido.

## Ubicación
Mapa del archipiélago
Situado al sur de la boca del Guafo y al norte del canal Tuamapu. Se extiende de NW-SE aproximadamente 35 millas (56,3 km) con un ancho medio de 20 millas (32,2 km).
Sus límites son:
- Norte: la boca del Guafo y el golfo Corcovado lo separan de la isla Grande de Chiloé.
- Este: el canal Moraleda lo separa de la costa continental.
- Sur: el canal Tuamapu y el paso del Chacao lo separa del archipiélago de los Chonos.
- Oeste: el océano Pacífico.

La mayor de las islas es la isla Gran Guaiteca, seguida de Ascensión, Clotilde, Betecoi, Leucayec, Elvira, Mulchey y otras más pequeñas. Están separadas por los canales Puquitín, Lagreze, Carbunco, Cuervo, Betecoi, Leucayec y Manzano.

## Geología y orografía
Formado por varias islas, las más próximas al océano son en general áridas y desnudas por estar expuestas a toda la fuerza del viento. Las islas del interior están cubiertas de un bosque abundante y sano que va desde la orilla del mar hasta la cumbre de los cerros.
De forma montañosa, regular altura y desigual porte; compuestas de granito, cuarzo y pizarra con una ligera capa de tierra vegetal y cubiertas de árboles.

## Oceanografía
Casi no hay bancos de arena y fango. Sí hay, picachos de rocas afloradas generalmente señalizados por sargazos. Las corrientes sumergen y ocultan a veces estos sargazos por lo que debe mantenerse atenta vigilancia durante la navegación.
En los canales orientados de E-W, las mareas se producen con regularidad; el flujo tira hacia el este y el reflujo hacia el oeste. Su intensidad es de 2 a 3 nudos y su amplitud no supera los 3 metros.

## Flora y fauna
Están cubiertas de una ligera capa de tierra vegetal cubiertas de árboles entre los que se distinguen el ciprés. Hay abundantes peces, mariscos, focas y aves marinas.

## Historia
Los conquistadores españoles, a raíz del descubrimiento del estrecho de Magallanes fueron los primeros en reconocer el archipiélago de las Guaitecas. En 1553 el gobernador de Chile, Pedro de Valdivia, comisionó a Francisco de Ulloa para que explorara la ruta del Estrecho. Ulloa fue el primer navegante que reconoció esa región. En la crónica de su expedición señala que arribó a un archipiélago llamado de los Chonos y que más al sur tuvo un enfrentamiento con los nativos. 
Desde mediados del siglo XX esos lugares son recorridos con seguridad por grandes naves de todas las naciones, gracias a los numerosos reconocimientos y trabajos hidrográficos efectuados en esas peligrosas costas.
Por más de 6000 años estos canales y sus costas fueron recorridas por los chono, indígenas, nómadas canoeros. A fines del siglo XVIII este pueblo había sido extinguido a causa de las emigraciones y sedentarización, mezclándose definitivamente con la población chilota.

## Descripción sector norte

### Isla Gran Guaiteca
Mapa de la isla
Está ubicada en el extremo noroeste del archipiélago. Es la más extensa e importante del conjunto, tiene 16 millas (25,7 km) en su eje más largo E-W y un ancho medio de unas 5 millas (8 km). En sus aguas hay abundantes peces y en las playas se encuentra gran cantidad de marisco. En el bosque hay caza y en el campo se encuentra verduras silvestres. Existe forraje como para mantener animales vacunos.
Por el norte corre la boca del Guafo, por el este el canal Puquitín que la separa de la isla Ascensión, por el lado sureste está el canal Cuervo que la separa de la isla Betecoi, por el sur el canal Tuamapu y por el oeste las aguas del océano Pacífico.
Sobre la costa norte se abre la bahía Low que tiene dos surgidores y se alza el monte Trau de 148 metros. Sobre la costa sur está puerto Barrientos.

### Bahía Low
Mapa de la bahía
Ubicada en la costa NW de la isla Gran Guaiteca, su boca entre la isla Guacanec y los islotes Gaviotas tiene 4,5 millas náuticas (8,3 km) de ancho, su saco mide 3 millas náuticas (5,6 km). En todo su alrededor hay una cadena de cerros de mediana altura que desciende suavemente hasta el mar cuya costa está plagada de rocas e islotes. Hay una senda que la comunica con bahía Melinka. 
Tiene dos fondeaderos llamados surgidero Exterior y surgidero Interior o puerto Low. El primero es seguro en 30 metros de fondo y lecho de arena; el Interior o Puerto Low conviene cuando hay vientos del 3° o 4° cuadrante. La bahía ofrece abundante agua dulce, aunque su coloración es rojiza su calidad es buena. Hay peces y abundantes mariscos. En el interior hay caza y verduras silvestres.

### Isla Ascensión
Mapa de la isla
Se encuentra al este de la isla Gran Guaiteca, como empotrada en ella. Su relieve es más bajo que el de la Gran Guaiteca. Mide 7 millas (11,3 km) en su eje más largo y unas 4 millas (6,4 km) en su otro eje. Está limitada por el canal Puquitín por el norte, que la separa de la isla Gran Guaiteca, y por el canal Lagreze por el sur, que la separa de la isla Clotilde.
En su costa SE se encuentra la localidad de Melinka, principal centro comercial de los archipiélagos de las Guaitecas y de los Chonos. La mayoría de las naves que navegan el canal Moraleda hacen escala en este puerto por lo que la comunicación con el continente es constante y regular.

### Canal Puquitín
Mapa del canal
Se forma entre el lado este de la isla Gran Guaiteca y el lado norte de la isla Ascensión. Tiene 6 millas (9,7 km) de largo. Es angosto pero muy sucio y rocoso por lo que no es navegable, además que su entrada oriental se encuentra obstruida por una barra de arenas y rocas llamada La Tranca por los lugareños.

### Isla Clotilde
Mapa de la isla
Se encuentra en el lado sur de la isla Ascensión separada de ésta por el canal Lagreze. Por el lado sur corre el canal Betecoi que la separa de la isla Betecoi y por su lado este está el canal Carbunco que la separa de varias islas menores. Sus dimensiones son de 4 millas (6,4 km) en el eje más largo por 2 millas (3,2 km) en el otro eje.

### Canal Lagreze
Mapa del canal
Se forma entre el lado sur de la isla Ascensión y la costa norte de la isla Clotilde. Tiene un largo de 5 millas (8 km). La entrada oriental del canal está parcialmente obstruida por piedras y arena, las que permiten solo el paso de embarcaciones menores. El canal es navegable en toda su extensión.

### Bahía Melinka
Mapa de la bahía

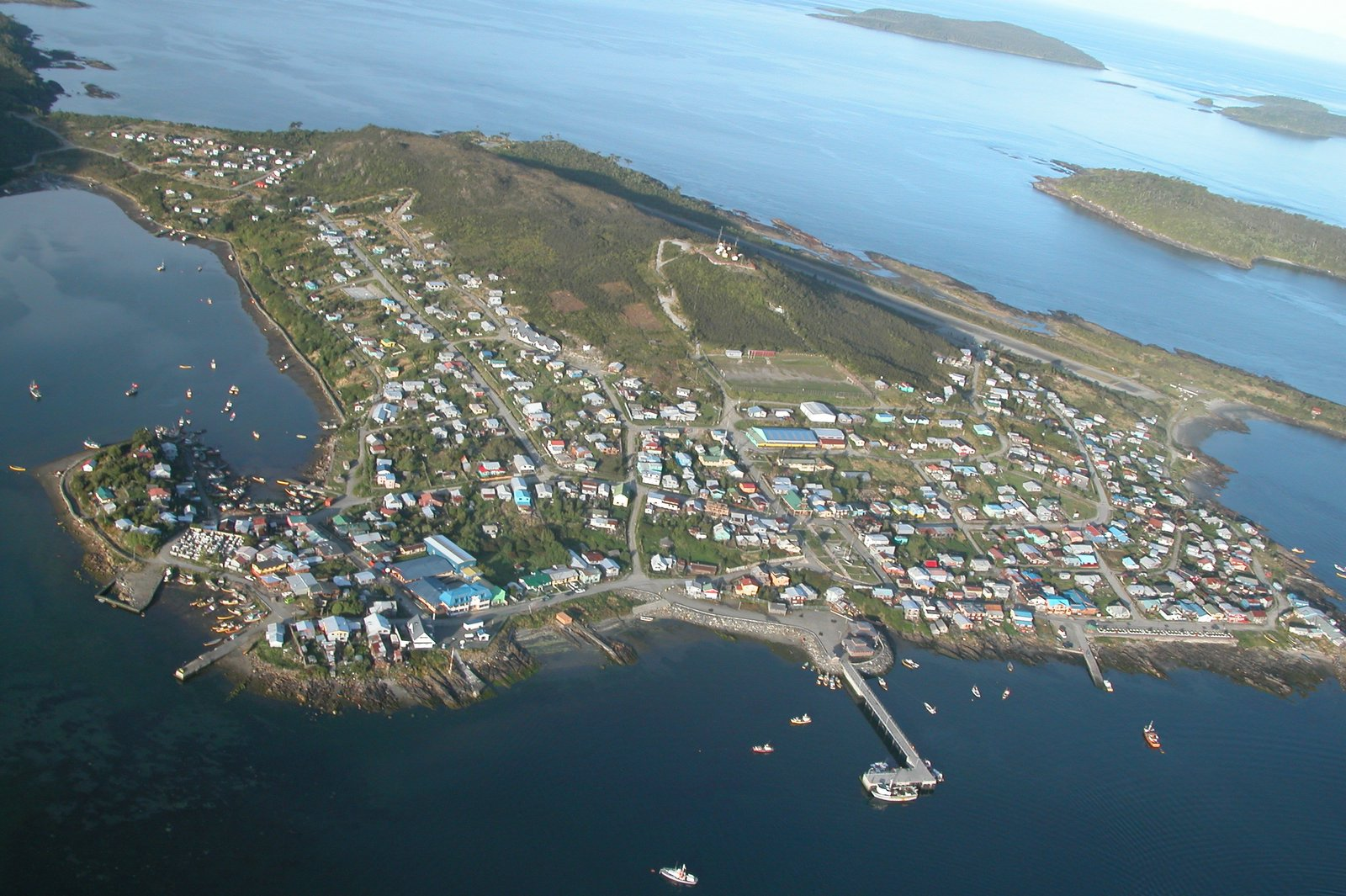
Isla Melinka

Ubicada entre el lado SE de la isla Ascensión, el costado NE de la isla Clotilde y algunos islotes ubicados al este de ella y las islas del grupo Peligroso o Manzano y la parte NW de la isla Leucayec. Mide 4 millas náuticas (7,4 km) de ancho E-W por 2,5 millas náuticas (4,6 km) en sentido N-S. La bahía es el principal centro comercial de las islas Guaitecas y del archipiélago de los Chonos. 
El extremo sur de la isla Ascensión es la punta Melinka, al oeste de ella se ubica puerto Melinka de 0,75 millas náuticas (1,4 km) de ancho que va angostando hacia el oeste hasta llegar a 4½ cables en la entrada del canal Lagreze. Al NW de punta Melinka se alzan colinas que abrigan el puerto desde el norte hasta el noroeste. En la roca Melinka hay un faro automático. 
El puerto cuenta con una rampa de concreto de 60 metros de largo para el servicio de pasajeros y carga. A la entrada del estero Álvarez se encuentra el surgidero Carolina apto para naves hasta de porte moderado que pueden fondear en 30 metros de agua y lecho de arena.

### Puerto Barrientos
Mapa del puerto
Emplazado en la costa sur de la isla Gran Guaiteca. Mide 7 cables de ancho en su boca por 1,5 millas náuticas (2,8 km) de saco en dirección norte. Abierto a los vientos del S y SW pero una nave puede fondear en el fondo del saco en 20 metros de agua y lecho de fango quedando así resguardado. Por sus buenas condiciones y facilidad de acceso, canal Tuamapu, es considerado el mejor puerto de este sector.

### Isla Jéchica
Isla de 6646 hectáreas de superficie, administrada por Carmen Chadwick y su padre Luis Chadwick Vergara, miembros de la familia Chadwick, con fines de preservación y turismo de lujo.

## Descripción sector del medio

### Canal Leucayec
Mapa del canal
Corre a lo largo de la ribera NW de la isla Leucayec separándola de las islas Clotilde y Betecoi. Su extensión es de unas 7 millas (11,3 km). Al oriente de la isla Clotilde las pequeñas islas Mercedes y Anita lo dividen en dos formando en el lado oeste de ellas el canal Carbunco.
Sus aguas son profundas y su menor ancho es de 7 cables. Es navegable por todo tipo de naves y es la ruta indicada para aquellas que desean salir al océano por el canal Tuamapu.

### Canal Carbunco
Mapa del canal
Al oriente de la isla Clotilde hay dos pequeñas islas, Mercedes y Anita, las que dan forma al canal Carbunco. Este no tiene más de 4 millas (6,4 km) de largo. Navegable solo por buques pequeños. 
En el canal se sienten corrientes que tiran hasta 4 nudos por lo que debe tenerse especial atención con ellas. Sus aguas se unen a las del canal Leucayec.

### Isla Betecoi
Mapa de la isla
Se encuentra al sur de la isla Clotilde separada por el canal Betecoi y al este de la isla Gran Guaiteca separada por el canal Cuervo. Al sur de ella corre el canal Tuamapu. Su tamaño es de 6 millas (9,7 km) de largo por 2,5 millas (4 km) de ancho. Su relieve es de regular altura. En el centro de ella hay una altura de 290 metros y otra de 254 metros.

### Canal Betecoi
Mapa del canal
Corre entre las islas Betecoi y Clotilde. Tiene 6 millas (9,7 km) de largo y un ancho de 1 milla (1,6 km). Es profundo y libre de peligros. Une los canales Cuervo y Leucayec.

### Canal Cuervo
Mapa del canal
Separa la isla Gran Guaiteca de la isla Betecoi. Tiene aproximadamente 3 millas (4,8 km) de largo. Aunque es profundo y libre de peligros, está obstruido en su extremo sur donde se junta al canal Tuamapu.

### Canal Manzano
Se ubica entre las costas NE de la gran isla Leucayec y las pequeñas islas Luisa y Tea. Su longitud es de unas 5 millas (8 km) y su ancho medio es de 1 milla (1,6 km). Su profundidad es sobre los 17 metros.
Es navegable por todo tipo de naves y es muy útil para los buques que salen del puerto de Melinka hacia el canal Moraleda o los que procedentes desde el sur se dirijan a dicho puerto.

### Isla Mulchey
Mapa de la isla
Está ubicada en el extremo SE del grupo de las islas Guaitecas, al sureste de las islas Leucayec y Elvira. Tiene forma triangular con sus lados de aproximadamente 4,5 millas (7,2 km) cada uno. En su ribera sur se encuentra puerto Ballena.
En la isla funciona el complejo turístico puerto ballena atendido por sus dueños, un trío, Fermín , Soledad y Fabio, únicos habitantes del lugar.
En el mismo se desarrollan diferentes actividades, como caminatas,pesca, avistamiento de delfines, entre otros.

## Descripción sector sur

### Isla Leucayec
Mapa de la isla
Situada el SE de la isla Clotilde y al este de la isla Betecoi separada de ellas por el canal Leucayec. Por su lado NE corre el canal Manzano. Es la segunda isla en tamaño después de la isla Gran Guaiteca, mide 12 millas (19,3 km) de N-S y 4 millas (6,4 km) de ancho.
En el lado SE se levanta el cerro Mantán de 410 metros, la cumbre más alta del grupo de las Guaitecas y muy notable cuando se le mira desde el norte.

### Islas Manzano
Mapa de las islas
Se ubican 5 millas náuticas (9,3 km) al NE de la isla Leucayec y en la entrada norte del canal Moraleda. Son un grupo de islas, islotes y rocas de las cuales podemos mencionar: Julia, Tea, Aguda, Loquitos, Campos, Luisa y Yates, esta última es la de más al norte y de 102 metros de alto. Por el SW de las islas Luisa y Campos corre el canal Manzano.

### Canal Tuamapu
Mapa del canal
Se forma entre el lado sur de las islas Gran Guaiteca y Betecoi, y la costa norte del archipiélago de los Chonos. Une el canal Moraleda mediante el paso del Chacao y otros pasos con el océano Pacífico.
Corre por aproximadamente 30 millas (48,3 km) en dirección ESE-WNW, su ancho es considerable en casi todo su recorrido, en algunos tramos tiene aproximadamente unas 5 millas (8 km). En el sector en que se une al canal Moraleda este ancho disminuye hasta llegar a pequeños pasos de los cuales el más conocido es el paso del Chacao. La derrota por el paso del Chacao es recomendable solo para naves pequeñas.

### Puerto Ballena
Mapa del puerto
Formado entre la costa este de la isla Mulchey y la isla Mike. Mide 5 cables de boca y 5 cables de saco. Es deshabitado y en él recalan solo naves que esperan tiempo, loberos y pescadores. El fondeadero está protegido de los vientos del este y del SW. Para naves de tamaño moderado hay un fondeadero en 40 a 45 metros de agua fondo de arcilla y roca. En su costa hay abundancia de locos.